# Cheilolejeunea fukiensis
Cheilolejeunea fukiensis là một loài Rêu trong họ Lejeuneaceae. Loài này được (P.C. Chen & P.C. Wu) Piippo mô tả khoa học đầu tiên năm 1990.